# استروپو
استروپو (به ایتالیایی: Stroppo) یک کومونه در ایتالیا است که در استان کونیو واقع شده‌است.

## خصوصیات
استروپو ۲۸٫۴ کیلومترمربع مساحت و ۹۸ نفر جمعیت دارد.